# Ternera Strogonoff
La ternera strogonoff, stroganov o stroganoff es un plato de carne de ternera cortada en tiras no muy gruesas y acompañado con setas y salsa hecha de crema agria servido con patatas fritas cortadas en trozos irregulares.

## Historia del plato
La historia más aceptada de los orígenes de este plato data del siglo XIX cuando el chef francés André Dupont que trabajaba para el conde Pável Aleksándrovich Stróganov, inventó la receta durante una competición de cocina en San Petersburgo.
Tras la caída del imperio ruso, la receta se popularizó y se llegó a servir en los hoteles y restaurantes de China antes del comienzo de la Segunda Guerra Mundial. Los inmigrantes rusos y chinos hicieron que se propagara este plato a los Estados Unidos. Ello generó diversas variantes, todas ellas muy populares durante los 50, siendo la más popular la que acompaña a este plato con arroz y huevo.

## Variantes conocidas
Este plato es muy popular en Brasil (donde es conocido como "estrogonofe"), pero la receta es bastante diferente ya que emplea una mezcla de salsa de tomate y crema ácida.